# Ludmila Dvořáková
Ludmila Dvořáková (ur. 11 lipca 1923 w Kolínie, zm. 30 lipca 2015 w Pradze) – czeska śpiewaczka operowa.

## Życiorys
Ludmila Dvořáková urodziła się 11 lipca 1923 roku. W 1949 roku zadebiutowała w roli tytułowej jako Káťa Kabanová w operze Leoša Janáčka w Ostrawie. W latach 50. występowała w Teatrze Narodowym w Pradze i Słowackiej Operze w Bratysławie, później także w Wiedeńskiej Operze Państwowej i Berlińskiej Operze Państwowej. W latach 1966-196 śpiewała w Metropolitan Opera w Nowym Jorku. W 2002 roku otrzymała Nagrodę Thálie za całokształt twórczości, a w 2012 roku Nagrodę Antonína Dvořáka za wkład w popularyzacji muzyki czeskiej. Zginęła 30 lipca 2015 roku wraz z siostrą w pożarze swojego mieszkania.